# Forum de Pétra
Pour les articles homonymes, voir Petra.
Le Forum de Pétra est un forum organisé dans la ville antique de Pétra en Jordanie à l'initiative des fondations du roi Abdallah II de Jordanie et de celle du prix Nobel de la paix Elie Wiesel en 2005. Il réunit des prix Nobel de toutes disciplines (d'où le nom qui lui est quelquefois donné de « Forum des Nobels ») et d'autres personnalités mondiales dans le but de promouvoir la paix, plus particulièrement au Moyen-Orient. L'organisation est gérée par Richard Attias. 
La 3e édition, dénommée Petra III, Bâtir un monde meilleur s'est tenue le 15 et 16 mai 2007. Elle a réuni une quarantaine de prix Nobel ainsi que des personnalités comme Kofi Annan, Bill Clinton ou le premier ministre israélien Ehud Olmert. Jacques Chirac qui devait en être l'hôte d'honneur a du décliner l'invitation pour cause de passation de pouvoir avec Nicolas Sarkozy sur cette période.